# أندرو بولاك
أندرو بولاك (بالإنجليزية: Andrew Pollack)‏ هو ناشط أمريكي، ولد في 18 فبراير 1966 في أوشنسايد في الولايات المتحدة.